# Vrbovac, Boljevac
Vrbovac (izvirno srbsko Врбовац) je naselje v Srbiji, ki upravno spada pod Občino Boljevac; slednja pa je del Zaječarskega upravnega okraja.

## Demografija
V naselju živi 182 polnoletnih prebivalcev, pri čemer je njihova povprečna starost 60,8 let (60,1 pri moških in 61,6 pri ženskah). Naselje ima 88 gospodinjstev, pri čemer je povprečno število članov na gospodinjstvo 2,16.
To naselje je popolnoma srbsko (glede na rezultate popisa iz leta 2002), a v času zadnjih treh popisov je opazno zmanjšanje števila prebivalcev.
|  |

| Demografija | Demografija     | Demografija     |
| Leto        | Št. prebivalcev | Št. prebivalcev |
| ----------- | --------------- | --------------- |
|             |                 |                 |
|             |                 |                 |
|             |                 |                 |
|             |                 |                 |
| 1948        | 892             |                 |
| 1953        | 878             |                 |
| 1961        | 795             |                 |
| 1971        | 598             |                 |
| 1981        | 437             |                 |
| 1991        | 238             | 236             |
| 2002        | 195             | 190             |
|             |                 |                 |

| Etnična sestava po popisu iz leta 2002 | Etnična sestava po popisu iz leta 2002 | Etnična sestava po popisu iz leta 2002 | Etnična sestava po popisu iz leta 2002 | Etnična sestava po popisu iz leta 2002 |
| -------------------------------------- | -------------------------------------- | -------------------------------------- | -------------------------------------- | -------------------------------------- |
| Srbi                                   | Srbi                                   |                                        | 190                                    | 100,0%                                 |
| Neznano                                | Neznano                                |                                        | 0                                      | 0,0%                                   |